# 하기노 고다이
하기노 고다이(일본어: 萩野 滉大, 2000년 6월 20일~)는 일본의 축구 선수이다.

## 구단 경력
그는 2023년 J3리그의 FC 기후에 입단했다.